# W- і Z-бозони
W- і Z-бозони — елементарні частинки, що переносять слабку взаємодію. Їх відкриття 1983 року в ЦЕРНі вважають одним з найголовніших успіхів Стандартної моделі фізики елементарних частинок. W-частинку названо за першою літерою англійської назви слабкої взаємодії (Weak). Іноді напівжартома кажуть, що Z-частинка отримала таку назву, оскільки мала б стати останньою частинкою, яку взагалі потрібно відкрити. (Z — остання буква латинського алфавіту). Інше пояснення полягає в тому, що назва походить від того факту, що Z-бозон має нульовий (Zero) електричний заряд.

## Основні властивості
Існує два типи W-бозонів — з електричним зарядом +1 і −1 (в одиницях елементарного заряду); W+ є античастинкою для W−. Z-бозон (або Z0) електрично нейтральний і є античастинкою сам для себе. Всі три частинки дуже короткоживучі, із середнім часом життя близько 3 • 10−25 секунд.
Ці бозони — «важкоатлети» серед елементарних частинок. З масою в 80,4 та 91,2 ГеВ/c2, відповідно, W- і Z0-частинки майже в 100 разів масивніші за протона — і навіть масивніші за атоми заліза. Маса цих бозонів дуже важлива для розуміння слабкої взаємодії, оскільки обмежує радіус дії слабкої взаємодії.
Електромагнітні сили, навпаки, мають нескінченний радіус дії, тому що їх бозон-переносник (фотон) не має маси.
Всі три бозони мають спін 1.
Розпад частинки з утворенням W+ або W−-бозона може або підвищити, або знизити електричний заряд частинки, що його випромінює, на 1 одиницю і змінити спін на 1 одиницю. В той же час W-бозон може змінювати покоління частинки, наприклад, перетворювати s-кварк в u-кварк. Z0-бозон не може змінювати ні електричний заряд, ні будь-який інший заряд (дивність, чарівність і т. д.) — лише спін та імпульс, отже він ніколи не змінює покоління чи аромат частинки, що випромінює його (див. слабкий нейтральний струм).

## Слабка взаємодія
W- і Z-бозони — це частинки-переносники, які переносять слабку взаємодію, як фотон є частинкою-переносником для електромагнітної взаємодії. Відомо, що W-бозон відіграє важливу роль у ядерному розпаді. Розглянемо для прикладу бета-розпад ізотопу кобальту Co60, важливий процес, що відбувається під час вибухів наднових:
{\displaystyle {}_{27}^{60}{\hbox{Co}}\to {}_{28}^{60}{\hbox{Ni}}+{\hbox{e}}^{-}+{\overline {\nu }}_{e}}
В цій реакції бере участь не все ядро Co60, а лише один з 33 його нейтронів. Нейтрон перетворюється на протон, випромінюючи електрон (який називається тут бета-частинкою) і антинейтрино:
{\displaystyle {\hbox{n}}\to {\hbox{p}}+{\hbox{e}}^{-}+{\overline {\nu }}_{e}}
Знову ж таки, сам нейтрон не є елементарною частинкою, а є складною частинкою, що складається з u-кварка і двох d-кварків (udd). Отже, насправді в бета-розпаді бере участь один з d-кварків, який перетворюється на u-кварк, щоб сформувати протон (uud). Отже, на найфундаментальнішому рівні слабка взаємодія просто змінює аромат одного кварка:
{\displaystyle {\hbox{d}}\to {\hbox{u}}+{\hbox{W}}^{-}\,}
за яким негайно відбувається розпад самого W−:
{\displaystyle {\hbox{W}}^{-}\to {\hbox{e}}^{-}+{\overline {\nu }}_{e}}
Всі квантові числа Z-бозона дорівнюють нулю, оскільки він є античастинкою сам для себе. Отже, обмін Z-бозоном між частинками, який називають взаємодією нейтральних струмів, не змінює частинки, котрі взаємодіють, за винятком передачі імпульсу. На відміну від бета-розпаду, спостереження взаємодій нейтральних струмів вимагають таких величезних грошових вкладень у прискорювачі елементарних частинок і детектори, що можливі лише в декількох лабораторіях фізики високих енергій у світі.

## Передбачення W- і Z-бозонів
Після вражаючих успіхів квантової електродинаміки в 1950-х робилися спроби побудувати схожу теорію для слабкої взаємодії. Це вдалося зробити 1968 року шляхом побудови загальної теорії електромагнетизму і слабких взаємодій Шелдоном Глешоу, Стівеном Вайнбергом і Абдусом Саламом, за яку вони разом отримали Нобелівську премію з фізики за 1979. Їх
теорія електрослабкої взаємодії передбачила не лише W-бозон, необхідний для пояснення бета-розпаду, але також і новий Z-бозон, який до цього ніколи не спостерігався.
Той факт, що W- і Z-бозони мають масу, тоді як фотон маси не має, був основною перешкодою для розвитку теорії електрослабкої взаємодії. Ці частинки точно описуються калібрувальною симетрією SU(2), але бозони в калібрувальній теорії мають бути безмасовими. Так фотон є безмасовим бозоном, оскільки електромагнетизм описується калібрувальною симетрією U(1). Необхідний деякий механізм, який би порушував симетрію SU(2), в процесі надаючи масу W- і Z-бозонам. Одне пояснення, механізм Хігса, було запропоновано Пітером Хігсом наприкінці 1960-х. Воно передбачає існування ще однієї нової частинки — бозона Хігса.
Поєднання калібрувальної теорії SU(2) слабкої взаємодії, електромагнітної взаємодії і механізму Хігса відоме як модель Глешоу-Вайнберга-Салама. Зараз це один зі стовпів Стандартної моделі фізики елементарних частинок. На 2006 рік єдиний прогноз Стандартної моделі, який експериментально не підтверджено — це існування бозона Хігса.

## Експериментальне відкриття W- і Z-бозонів
Відкриття W- і Z-бозонів — одна з найуспішніших сторінок історії ЦЕРНу. Спочатку, 1973 року, здійснювалося спостереження взаємодій нейтральних струмів, передбачених теорією електрослабкої взаємодії. У величезній бульбашковій камері «Гаргамелла» було сфотографовано треки декількох електронів, які раптово починали рухатися, здавалося б, самі собою. Це явище було інтерпретовано як взаємодія нейтрино і електрона за допомогою обміну невидимим Z-бозоном. Нейтрино також дуже важко детектувати, так що єдиним спостережуваним ефектом є імпульс, отриманий електроном після взаємодії.
Відкриття самих W- і Z-бозонів довелося чекати, поки не стало можливим побудувати прискорювачі, достатньо могутні, щоб створити їх. Першою такою машиною став Протонний суперсинхротрон, на якому було отримано недвозначні докази існування W бозонів у серіях експериментів, здійснених під керівництвом Карло Руббіа і Симоном ван дер Мером. Працювало одночасно два детектори, UA1 (під керівництвом Рубіа) і UA2, що були спільною працею багатьох людей. Ван дер Меєр був керівником робіт на прискорювачі, розробивши метод стохастичного охолодження для роботи з антипротонами. UA1 і UA2 відкрили Z-бозон за декілька місяців набору даних, у травні 1983 року. Рубіа і Ван дер Меєра було майже одразу нагороджено Нобелівською премією з фізики за 1984 рік, що було доволі незвичайним кроком для консервативної Нобелівської фундації.